# Горковский сельсовет (Егорьевский район)
Горковский сельсовет — упразднённая административно-территориальная единица, существовавшая на территории Московской губернии и Московской области до 1925 и в 1926—1939 годах.
Горковский сельсовет был образован в первые годы советской власти. По данным 1923 года он входил в состав Поминовской волости Егорьевского уезда Московской губернии.
В 1925 году Горковский с/с был упразднён, но уже 16 ноября 1926 года восстановлен.
В 1929 году Горковский с/с был отнесён к Шатурскому району Орехово-Зуевского округа Московской области.
10 июля 1933 года в связи с ликвидацией Шатурского района Горковский с/с был передан в Егорьевский район.
17 июля 1939 года Горковский с/с был упразднён. При этом его территория (селения Горки и Шатур) была передана в Лесковский с/с.